# Infurcitinea olympica
Infurcitinea olympica is een vlinder uit de familie echte motten (Tineidae). De wetenschappelijke naam is voor het eerst geldig gepubliceerd in 1958 door Petersen.
De soort komt voor in Europa.